# 朱公鋌
永壽康定王朱公鋌（1438年12月3日—1473年2月26日），明朝秦藩第三代永壽王，永壽安惠王朱志埴之嫡長子，母妃胡氏。

## 生平
正統三年十一月十七日（1438年12月3日）生。正統九年（1444年），獲賜名公鋌。正統十三年（1448年），封永壽王長子。成化六年（1470年），永壽安惠王朱志埴去世。成化八年九月十五日（1472年10月16日），朱公鋌襲封永壽王。
成化九年正月三十日（1473年2月26日）薨，享年三十六歲，在位二年，諡康定。三年後，其庶長子鎮國將軍朱誠淋襲爵。

## 家庭

### 妻
- 嵇氏，西安右護衛軍人嵇禎之女，封永壽王長子夫人，早逝。
- 傅氏，西城兵馬副指揮傅瑄之女，初封永壽王長子夫人，成化八年（1472年）進封永壽王妃[5]。

### 妾
- 陳氏，生朱誠淋[6]。

### 子
- 庶長子：鎮國將軍→永壽莊僖王朱誠淋

## 墓葬
成化九年十一月十五日（1473年12月4日），朱公鋌葬於陝西西安府咸寧縣韋曲里洪固原（在今陝西省西安市长安区）。壙誌現藏於长安区文物管理委员会。

　　大明永壽康定王壙誌

　　王諱公鋌，永壽安惠王嫡長子，母妃胡氏。正

　　統三年十一月十七日建生。成化八年九月

　　十五日，襲封為永壽王。成化九年正月三十

　　日，以疾薨，享年三十有六。夫人嵇氏，西安右

　　護衛軍人禎之女，早逝。再娶妃傅氏，西城兵

　　馬副指揮瑄之女。子庶生子女三人：長曰誠

　　淋；次女二人，皆未

命名。

上聞訃，哀悼，輟視朝一日，遣官諭祭，特謚曰康定，

命有司營喪葬如制。在亰

　親王及文武官，皆致祭焉。以成化九年十一月

　　十五日，葬咸寧縣洪固原。嗚呼！惟王生長

　宗室，為國藩輔，茂膺封爵，富貴兼隆。終于正寢，

　　夫何憾焉。用述梗㮣，刻諸墓石，垂扵不朽云。

　　成化九年歲次癸巳十一月十五日。